# Acrodonta hakgallae
Acrodonta hakgallae är en insektsart som beskrevs av Henry, G.M. 1932. Acrodonta hakgallae ingår i släktet Acrodonta och familjen vårtbitare. Inga underarter finns listade i Catalogue of Life.